# Luise Pop

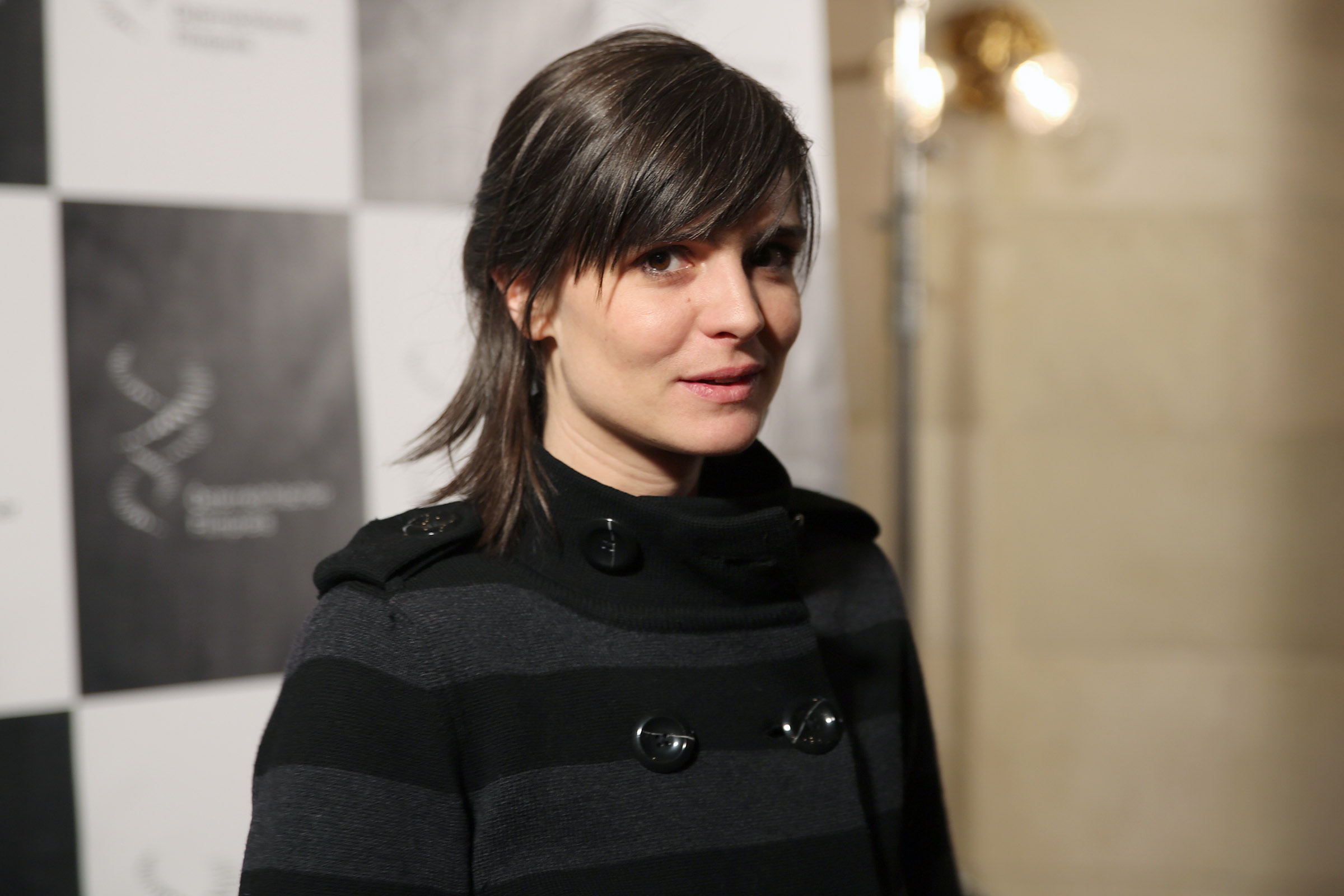
Band-Mitglied Vera Kropf (2013)

Luise Pop ist eine österreichische Indie-Pop-Band aus Wien. Sie wurde 2004 als Dust Collective gegründet und 2007 in Luise Pop umbenannt.

## Geschichte
2004 gründeten Lisa Berger (* 22. August 1978 in Wien, Keyboard und Gesang), Vera Kropf (* 8. Mai 1978 in Wien, Gitarre und Gesang) und Ina Freudenschuß (Gitarre und Gesang) die Elektropop-Formation Dust Collective. 2007 verließ Freudenschuß die Band, welche sich im gleichen Jahr in Luise Pop umbenannte. Kurzzeitig war Andreas Spechtl 2008/2009 als Schlagzeuger und Sänger von Luise Pop aktiv. Später stießen die Bassistin Erin Steward (* 19. Juni 1981 in Winnipeg) und Schlagzeuger Martin Lehr (* 30. Juli 1980 in Graz) zur Band, so dass diese ab 2011 als Vierer-Formation auftrat.
Befragt nach dem Hintergrund des Bandnamens, antworteten die Mitglieder von Luise Pop: „Luise ist der Name einer beliebigen Frau, die lieber anonym bleiben möchte. Pop ist der Name für Musik, der vieles in sich vereint. Luise Pop ist ein Behältnis, dessen innere Dimensionen uns unbekannt sind“.
2009 veröffentlichten Luise Pop ihr Debütalbum The Car, the Ship, the Train bei dem Wiener Label Asinella Records von Clara Luzia. Das Album entstand in Eigenregie der Band und zu einem großen Teil am Computer, es wurde in einem Gartenhäuschen am Wiener Stadtrand produziert. Lisa Berger gestaltete CD-Cover und -Booklet mit Comic-Illustrationen. Luise Pop wurde positiv in der österreichischen Indie-Szene aufgenommen und die Single Feminist Terrorists sorgte mit ihrem hintergründigen Humor für Kontroversen.
2011 erschien das zweite Album Time Is a Habit bei Siluh Records in Wien. Hiervon erreichten insbesondere die Songs Black Cat und Gigolos and Dames Bekanntheit. Beim gleichen Label folgte 2013 in Zusammenarbeit mit Half Girl, Vera Kropfs zweiter Band aus Berlin, eine Split-EP mit je zwei Tracks. Luise Pop tourte durch Osteuropa, Italien, Deutschland und Schweiz. Sie traten unter anderem bei der Warsaw Musik Week und dem Pariser Ladyfest auf.
Mirjam Unger drehte von 2010 bis 2012 die abendfüllende Dokumentation Oh Yeah, she performs! über Vera Kropf und drei weitere Musikerinnen. Der Film porträtiert Vera Kropf als Sängerin, Songwriterin, E-Gitarristin sowie Leiterin der Band Luise Pop und begleitet sie auf Tour. Er feierte seine Premiere auf der Viennale 2012.
Inzwischen tritt Luise Pop meistens nur noch als Duo aus Vera Kropf und Martin Lehr auf, gelegentlich auch mit Erin Stewart.

## Musikalischer Stil
Luise Pop ist eine Indie-Pop-Band, deren Songs sich zwischen den Genres Elektro-Pop, New Wave, Surf Sound sowie zunehmend auch Rockmusik bewegen und Anklänge von Low Fidelity aufweisen. Ihre Musik zeigt Einflüsse von Le Tigre, The Drums, New Order und Patti Smith. Mitunter wird Luise Pop als in der Tradition der Riot-Grrrl-Bewegung stehend eingestuft. Ihre Texte haben einen feministischen Grundton und sind zum Teil gesellschaftskritisch.

## Diskografie

### Alben
- 2009: The Car, the Ship, the Train (Asinella Records / Hoanzl)
- 2011: Time Is a Habit (Siluh Records / Hoanzl)

### EPs und Singles
- 2007: Gas Station / Turn It Off (Single, Eigenveröffentlichung)
- 2011: Black Cat (Single, Hoanzl)
- 2011: Fast and Frightening (Split-7" mit Sport, Intro)
- 2013: Luise Pop + Half Girl (Split-EP mit Half Girl, Siluh Records)

### Beiträge zu Kompilationen
- 2009: Uni brennt - Compilation
- 2009: FM4 Soundselection 20
- 2011: FM4 Soundselection 25
- 2011: Wilhelm Show Me te Wilhelmine 2
- 2012: Death to the 90s